# ديفيد إم. جينينغز
ديفيد إم. جينينغز هو سياسي أمريكي، ولد في 17 ديسمبر 1948 في ترومان في الولايات المتحدة. نشط حزبياً في الحزب الجمهوري لمينيسوتا ‏ والحزب الجمهوري. وقد انتخب عضو مجلس نواب مينيسوتا ‏.